# 101 (album)
101 – pierwszy album koncertowy brytyjskiego zespołu Depeche Mode. Wydany został 13 marca 1989, przez wytwórnię Mute i Sire. Producentem wydawnictwa jest sam zespół. Był nagrywany podczas światowej trasy koncertowej Music for the Masses Tour, w Pasadenie w Kalifornii na stadionie Rose Bowl. Tytuł wydawnictwa wziął się od sto pierwszego i jednocześnie ostatniego koncertu zespołu wieńczącego trasę promującą Music for the Masses.

## Lista utworów

### CD 1 (a)
| Nr | Tytuł utworu          | Album                | Długość |
| -- | --------------------- | -------------------- | ------- |
| 1. | „Pimpf”               | Music for the Masses | 0:59    |
| 2. | „Behind the Wheel”    | Music for the Masses | 5:49    |
| 3. | „Strangelove”         | Music for the Masses | 4:55    |
| 4. | „Sacred”              | Music for the Masses | 5:09    |
| 5. | „Something to Do”     | Some Great Reward    | 3:54    |
| 6. | „Blasphemous Rumours” | Some Great Reward    | 5:09    |
| 7. | „Stripped”            | Black Celebration    | 6:45    |
| 8. | „Somebody”            | Some Great Reward    | 4:38    |
| 9. | „The Things You Said” | Music for the Masses | 4:17    |
|    |                       |                      | 41:35   |

### CD 2 (b)
| Nr  | Tytuł utworu                | Album                   | Długość |
| --- | --------------------------- | ----------------------- | ------- |
| 1.  | „Black Celebration”         | Black Celebration       | 4:56    |
| 2.  | „Shake the Disease”         | The Singles 81→85       | 5:11    |
| 3.  | „Nothing”                   | Music for the Masses    | 4:37    |
| 4.  | „Pleasure, Little Treasure” | Music for the Masses    | 4:39    |
| 5.  | „People Are People”         | Some Great Reward       | 4:59    |
| 6.  | „A Question of Time”        | Black Celebration       | 4:13    |
| 7.  | „Never Let Me Down Again”   | Music for the Masses    | 6:41    |
| 8.  | „A Question of Lust”        | Black Celebration       | 4:07    |
| 9.  | „Master and Servant”        | Some Great Reward       | 4:30    |
| 10. | „Just Can’t Get Enough”     | Speak & Spell           | 4:03    |
| 11. | „Everything Counts”         | Construction Time Again | 6:29    |
|     |                             |                         | 54:25   |

## Twórcy albumu
- Dave Gahan: wokale główne (oprócz Somebody, A Question of Lust i The Things You Said)
- Martin Gore: syntezator, gitara (Behind the Wheel, Nothing, Pleasure, Little Treasure), wokale główne (Somebody, A Question of Lust i The Things You Said), chórki, perkusja (Master and Servant)
- Andy Fletcher: syntezator, chórki, perkusja (Master and Servant)
- Alan Wilder: syntezator, pianino (Somebody), chórki, perkusja (Master and Servant)

- Produkcja: Depeche Mode
- Nagrano podczas koncertu, który się odbył 18 czerwca 1988 na stadionie Rose Bowl
- Inżynierowie: Randy Ezratty, Marc Shane, John Harris i Billy Yodelman dla Effabel Music on the Westwood One Mobile
- Miks: Alan Moulder w Swanyard Studios w Londynie
- Teksty i muzyka: Martin Gore i Vince Clarke
- Autor okładki: Anton Corbijn, Paul West, Peter Saville Associates
- Wydawca:
- Dystrybucja:
- Etykieta: